# 貝爾維尤 (伊利諾伊州卡爾霍恩縣)
貝爾維尤（英語：Belleview）是位於美國伊利諾伊州卡爾霍恩縣的一個非建制地區。該地的面積和人口皆未知。

## 地理
貝爾維尤的座標為39°21′03″N 90°46′52″W / 39.35083°N 90.78111°W，而該地的平均海拔高度為142米（即466英尺）。